# Geoff Toseland
Geoffrey Toseland, detto Geoff (Kettering, 31 gennaio 1931 – 16 maggio 2019), è stato un calciatore inglese, di ruolo difensore.

## Carriera
Inizia la carriera nel 1948 con i semiprofessionisti del Kettering Town, club della sua città natale; nella stagione 1948-1949 si trasferisce a stagione iniziata al Sunderland, club militante nella prima divisione inglese: rimane in rosa con i Black Cats per un totale di sei stagioni e mezzo (ovvero fino al termine della stagione 1954-1955), tutte trascorse in questa stessa categoria, ma di fatto gioca principalmente con la squadra riserve del club biancorosso, con il quale gioca in totale solamente 6 partite nella prima divisione inglese, tutte concentrate nel corso della stagione 1952-1953; il suo esordio avviene infatti il 6 settembre 1952, nella sesta giornata della First Division 1952-1953, in un incontro in cui segna anche la sua prima rete in campionato, decisiva nella vittoria casalinga per 2-1 ai danni del Derby County. Sempre in questa stagione, come detto, gioca poi altre 5 partite di campionato (senza segnarvi ulteriori reti): si tratta più precisamente della sesta, della settima, dell'undicesima, della diciottesima e della diciannovesima giornata del torneo.
Nell'estate del 1955 fa ritorno al Kettering Town, con cui conclude la carriera.

## Palmarès

### Club

#### Competizioni regionali
- Northamptonshire Senior Cup: 1

Kettering Town: 1955-1956